# Rawlings (jednostka osadnicza)
Rawlings – jednostka osadnicza w Stanach Zjednoczonych, w stanie Maryland, w hrabstwie Allegany.